# Trifolieae
Trifolieae ist eine Tribus in der Unterfamilie der Schmetterlingsblütler (Faboideae) innerhalb der Familie der Hülsenfrüchtler (Fabaceae). Ihre etwa sechs Gattungen mit etwa 485 Arten sind hauptsächlich in den nördlichen gemäßigten Gebieten der Alten Welt verbreitet.

## Beschreibung

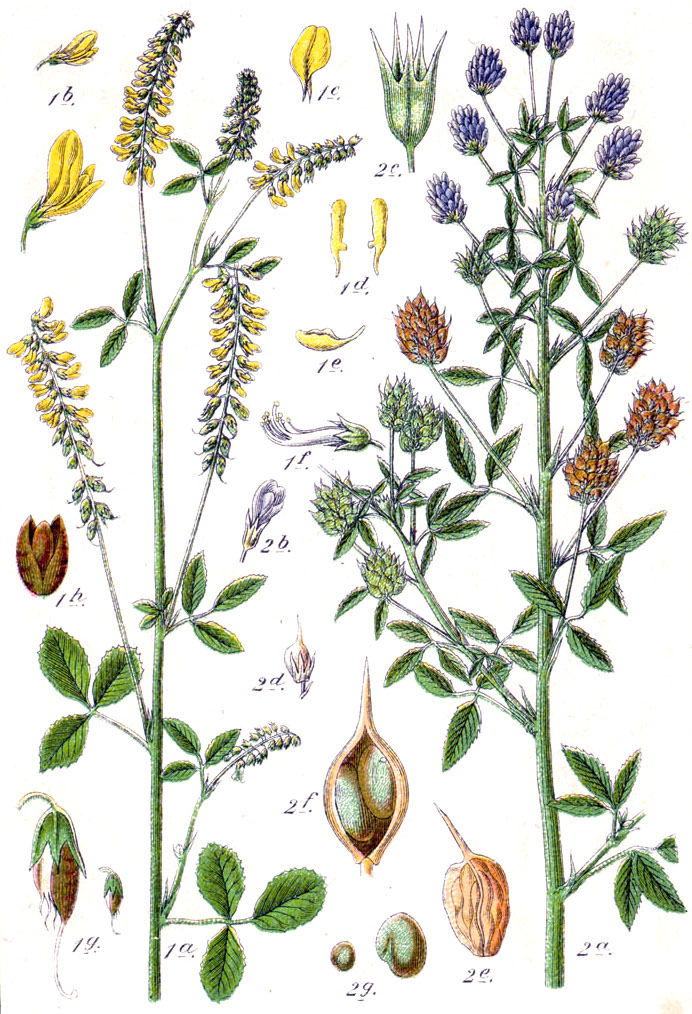
Illustration von Melilotus officinalis und Trigonella besseriana aus Sturm

### Vegetative Merkmale
Es sind meist ausdauernde, manchmal einjährige, krautige Pflanzen oder selten Sträucher.
Die wechselständig angeordneten, meist gestielten Laubblätter sind meist unpaarig gefiedert. Sie besitzen meist die typischen drei, selten fünf oder sieben Fiederblättchen; manchmal bis auf ein Fiederblatt reduziert. Die Seitennerven sind meist zu den Zähnen des Blattrandes ausgeweitet. Die Nebenblätter sind meist mit den Blattstielen verwachsen, selten bei Parochetus fast frei; es sind keine Nebenblätter der Fiederblättchen vorhanden.

### Generative Merkmale

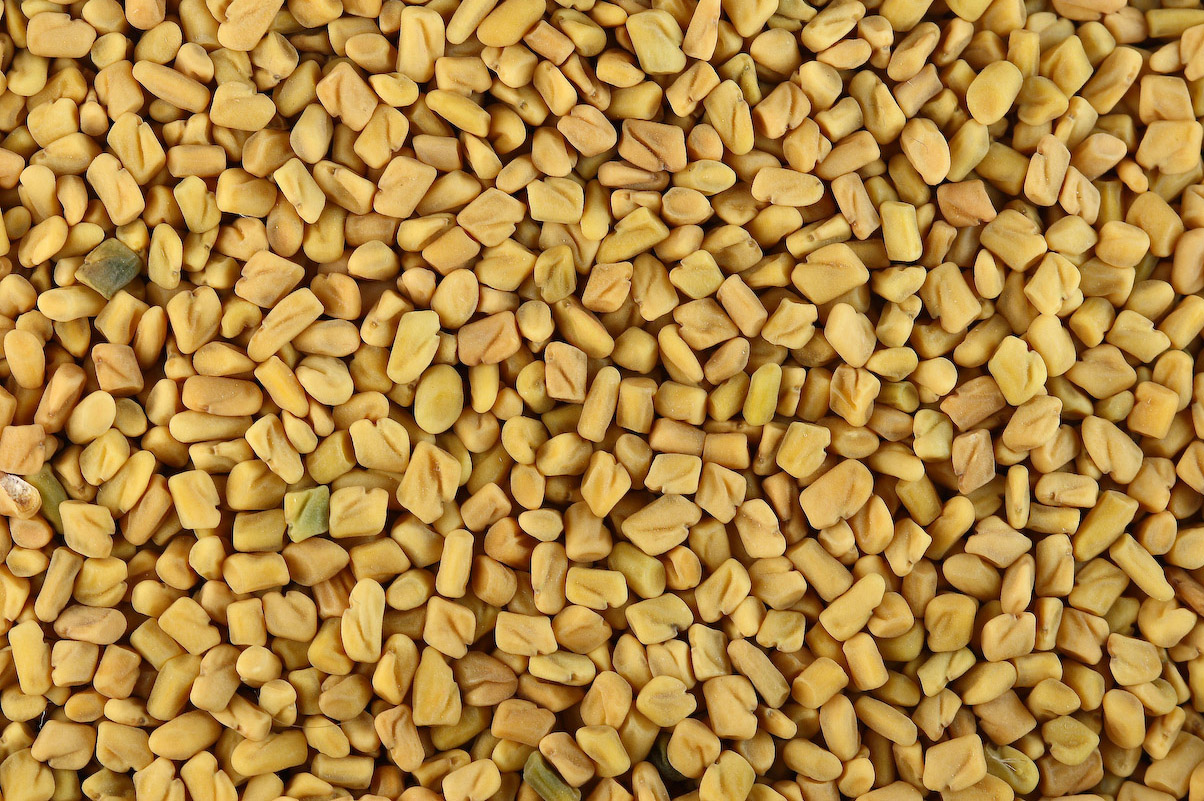
Samen von Trigonella foenum-graecum

Es werden sehr unterschiedliche Blütenstände gebildet: oft sind sie kopfig oder traubig; selten stehen ein bis drei Blüten in den Blattachseln. Es sind Tragblätter vorhanden, Deckblätter fehlen. Die zwittrigen Blüten sind zygomorph und fünfzählig mit einer doppelten Blütenhülle (Perianth). Die fünf Kelchblätter sind glockenförmig verwachsen und enden mit fünf Kelchzähnen. Die Blütenkrone hat den typischen Aufbau der Schmetterlingsblütler. Es sind neun oder alle zehn Staubblätter untereinander verwachsen, aber sie können auch alle frei sein. Der freie Bereich der Staubfäden ist fadenförmig oder verbreitert. Die Staubbeutel sind alle gleich (monomorph bei Ononis) oder es gibt zwei unterschiedliche Formen (dimorph). Es ist ein oberständiges Fruchtblatt vorhanden, das eine bis viele Samenanlagen enthält. Der Griffel ist kahl.
Die Hülsenfrüchte sind sehr variabel gestaltet: gerade, sichelförmig, spiralig aufgerollt oder eiförmig. Sie können den haltbaren Kelch überragen oder von ihm umhüllt sein. Sie öffnen sich bei Reife an einer oder zwei Nähten oder bleiben geschlossen.

## Systematik
Die Tribus Trifolieae enthält etwa sechs Gattungen mit etwa 485 Arten:
- Schneckenklee (Medicago L., Syn.: Crimaea Vassilcz., Factorovskya Eig, Kamiella Vassilcz., Lupulina Noulet, Medica Mill., Pseudomelissitus Ovcz. et al., Radiata Medik., Rhodusia Vassilcz., Turukhania Vassilcz.): Die etwa 85 Arten sind in Europa, im Mittelmeerraum, in Afrika, Zentral- und Südwestasien verbreitet.
- Steinklee (Melilotus Mill.): Die etwa 20 Arten sind im gemäßigten und subtropischen Nordafrika und Eurasien verbreitet.
- Hauhecheln (Ononis L., Syn.: Bugranopsis Pomel, Passaea Adans.): Die etwa 75 Arten sind in Europa, Nordafrika und Südwestasien und verbreitet.
- Parochetus Buch.-Ham. ex D.Don: Die nur zwei Arten sind in Ostafrika, Zentral- und Südasien verbreitet.
- Klee (Trifolium L., Syn.: Amoria C.Presl, Bobrovia A.P.Khokhr., Chrysaspis Desv., Lupinaster Fabr., Ursia Vassilcz., Xerosphaera Soják): Die 245 bis 250 Arten sind in Eurasien und im gemäßigten und subtropischen Afrika und Nord- sowie Südamerika weitverbreitet. In den Tropen gedeihen die Arten nur in den Gebirgen.
- Trigonella L. (Syn.: Folliculigera Pasq., Melilotoides Heist. ex Fabr., Melisitus Medik., Melissitus Medik. orth. var., Pocockia Ser. ex DC.): Die etwa 55 Arten sind hauptsächlich im Mittelmeerraum, in Afrika, Eurasien und Ozeanien verbreitet.

## Bilder

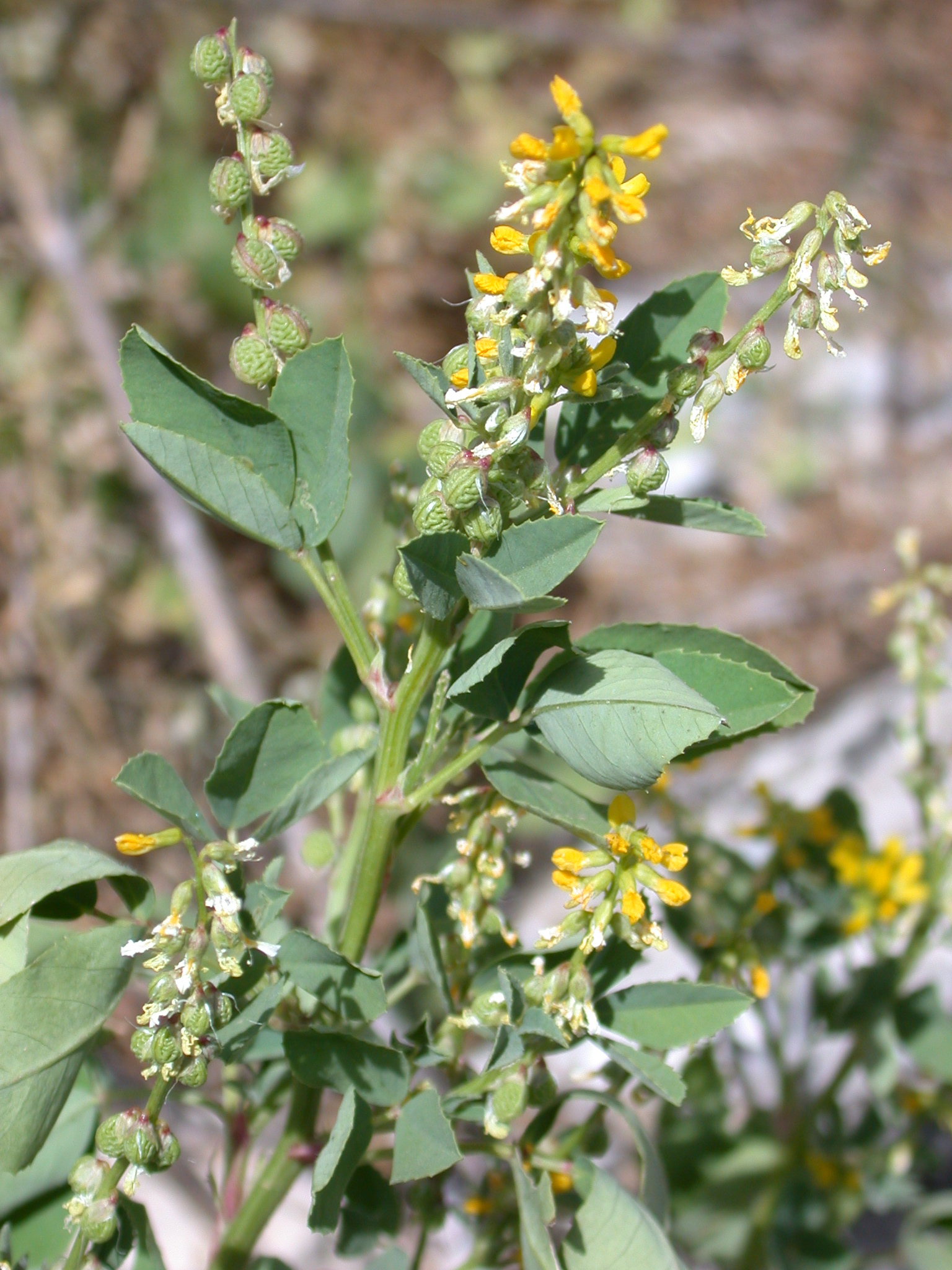
Habitus, Laubblätter und Blütenstände von Melilotus italicus
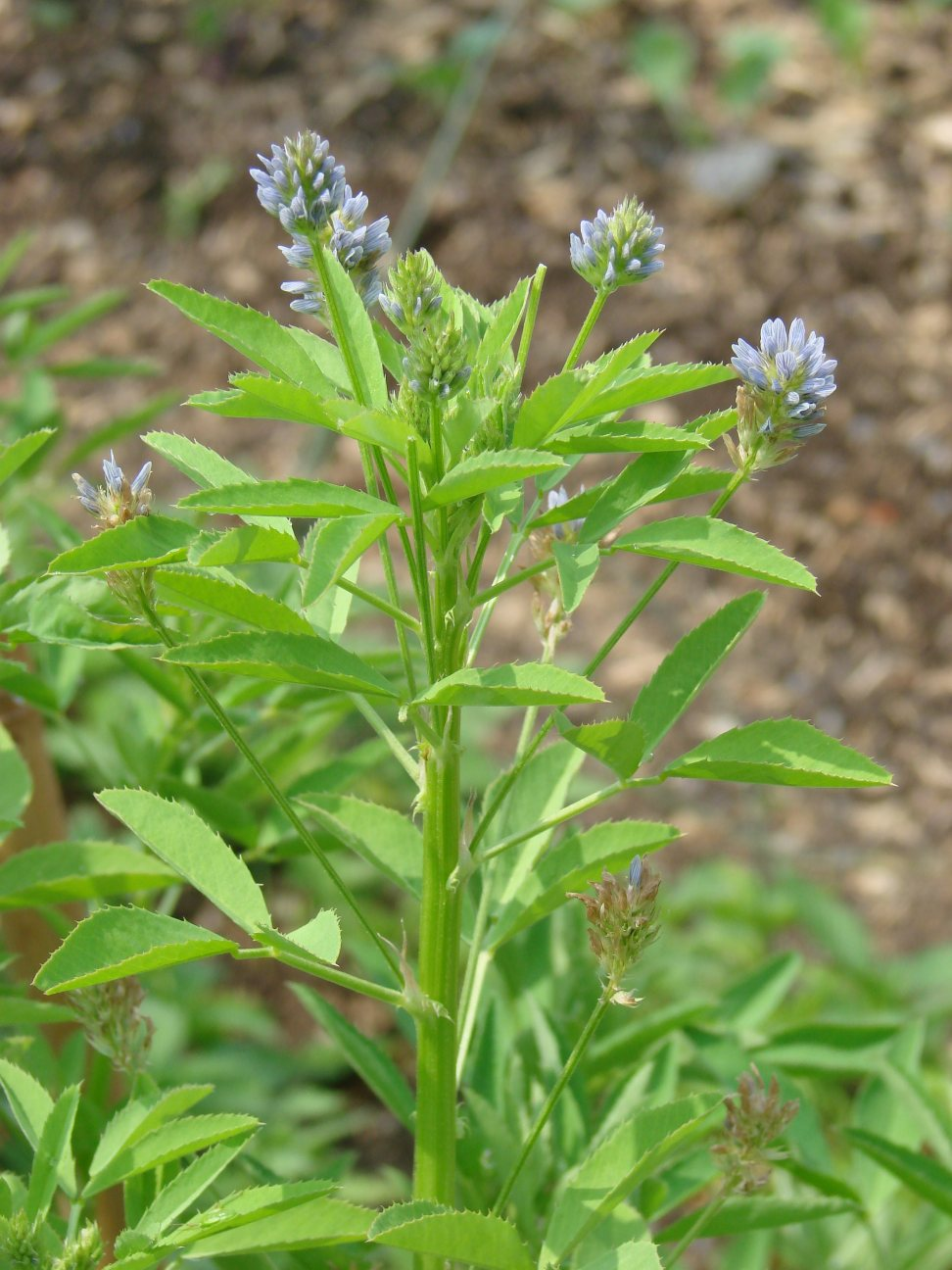
Habitus, Laubblätter und Blütenstände von Trigonella caerulea
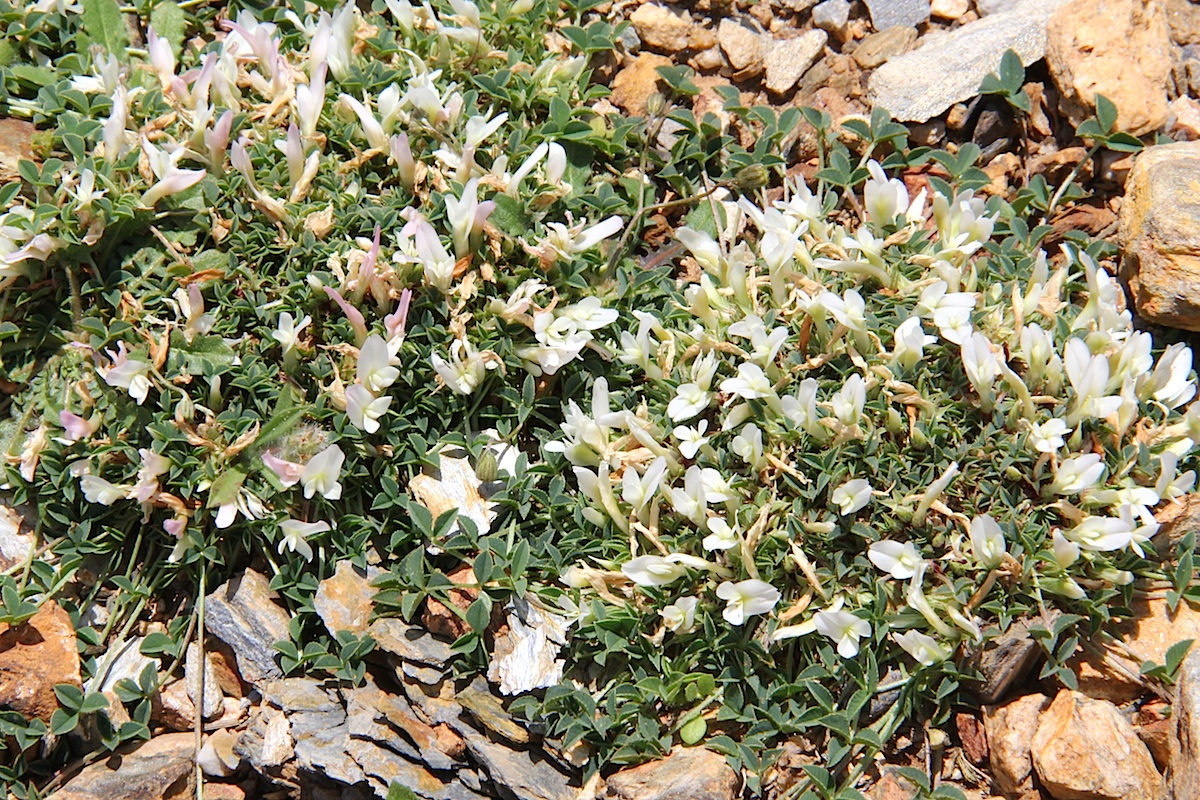
Habitus, Laubblätter und Blüten von Trifolium uniflorum
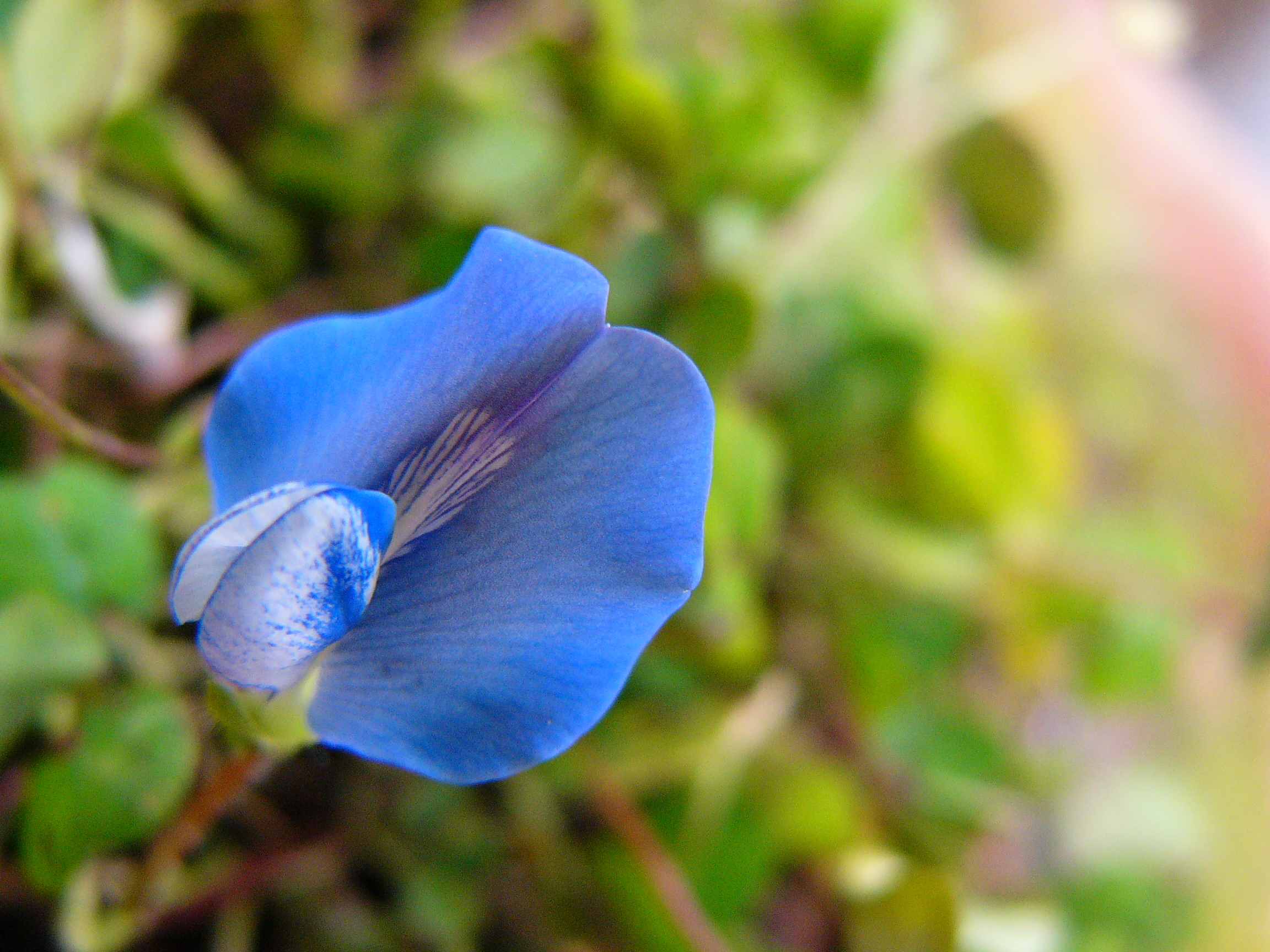
Blüte von Parochetus communis